# شهرداری کونگوتا
شهرداری کونگوتا (به لاتین: Municipality of Kungota) یک منطقهٔ مسکونی در اسلوونی است که در اسلوونی واقع شده‌است. شهرداری کونگوتا ۴۹٫۰ کیلومتر مربع مساحت و ۴٬۳۱۷ نفر جمعیت دارد.